# Ušák (pořad)
Ušák je talk show, kterou pro svůj kanál na sociální síti YouTube připravuje český sportovní novinář Jaromír Bosák. První díl se odvysílal 6. února 2018. Jeho hostem byl někdejší český fotbalový reprezentant Jan Koller. Veškeré technické operace při natáčení si autor pořadu zajišťuje sám.

## Seznam hostů
Aktualizace k 23. březnu 2025:
1. Jan Koller
2. Jakub Štáfek
3. Eva Koželuhová
4. Jiří Hošek
5. Jan Šibík
6. Ladislav Hampl
7. David Holoubek
8. Jan Povýšil
9. Zdenek Kortiš
10. Adam Mišík
11. Jakub Podaný
12. Ondřej Hudeček
13. Josef Dostál
14. Pavel Nedvěd
15. Pavel Nečas
16. Jan Rutta
17. Martina Bravencová
18. Filip Jícha
19. Jakub Voráček
20. Luděk Zelenka
21. Petr Čtvrtníček
22. Patrik Eliáš
23. Roman Vaněk
24. Radek Jaroš
25. Ondřej Rybář
26. Tomáš Verner
27. Jiří Prskavec
28. Jakub Szántó
29. Roman Ondráček
30. Vladimír Šmicer
31. Marek Adamczyk
32. Michal Krčmář
33. Roman Kramařík
34. David Pospíšil
35. Leoš Noha
36. Miloš Pokorný
37. Filip Horký
38. Dan Hrubý
39. Sandra Mašková
40. Lukáš Petrusek
41. Kateřina Englichová
42. Zdeněk Chlopčík
43. David Novotný
44. Jiří Tlustý
45. Jan Pirk
46. Jan Dundáček
47. Radek Příhoda
48. Kamil Střihavka
49. Alexander Choupenitch
50. Jaroslav Róna
51. Bořek Dočkal
52. Nora Fridrichová
53. Lukáš Vala
54. Dominik Dvořák
55. Filip Langer
56. Eva Samková
57. Petr Wajsar
58. Kamil Halbich
59. Jiří Dědeček
60. Petr Pavel
61. Ivan Hašek
62. Vít Přindiš
63. Barbora Seemanová
64. Tomáš Satoranský
65. Ondřej Novotný
66. Jindřich Trpišovský
67. Kryštof Mucha
68. Radek Smoleňák
69. Radim Vrbata
70. Daniel Polman
71. Petr Kolečko
72. Jan Šmíd
73. Pavel Horváth
74. Matouš Rajmont
75. Kateřina Svitková
76. Ivo Ulich
77. Tomáš Vaclík
78. Kamil Holán
79. Viktor Pešta
80. Barbora Malíková
81. Jiří Hrdina
82. Michal Navrátil
83. Jiří Mádl
84. Janek Rubeš
85. Jiří Strach
86. Martin Hašek
87. David Pavelka
88. Josef Dressler
89. Václav Sivák
90. Vojta Dyk
91. Michal Sadílek
92. Josef Mareš
93. Martin Šonka
94. Bára Reichová
95. Jakub Mejzlík
96. Marek Beneš
97. Alex Král
98. Karel Sedláček
99. Bára Strýcová
100. Michal Pavlíček
101. Václav Neužil
102. Ondřej Kasík
103. Ladislav Hampl
104. Jaromír Bosák 1
105. Jaromír Bosák 2
106. Jiří Ježek
107. Dan Bárta
108. Ivan Trojan
109. Richard Genzer
110. Matěj Ruppert
111. Filip Mrůzek
112. Irena Gillarová
113. Petr Mrázek
114. Lucie Sedláčková
115. Vasil Ducár
116. Milan Holub
117. Marek Matějovský
118. Jan Rajnoch
119. Jiří Welsch
120. Markéta Davidová
121. Daniel Stach
122. Marcela Joglová
123. Josef Smutný
124. Martina Viktorie Kopecká
125. Jakub Děkan
126. Václav Pejsar
127. Vít Klusák
128. Miroslav Lidínský
129. Václav Kadlec
130. Robert Záruba
131. Šimon Ornest
132. Zdeněk Lhoták
133. Radek Sňozík
134. Radko Gudas
135. Martin Hosták
136. Veronika Hankocyová
137. Pavel Šporcl
138. Roman Bednář
139. Jana Šrejma Kačírková
140. Lucie Výborná
141. Miroslav Soukup
142. Jan Špidlen
143. Blanka Solařová Calibaba
144. Ondřej Lieser
145. Eliška Krupnová
146. Daniela Písařovicová
147. Vojtech Szabó
148. Jarmil Škvrňa
149. Klára Kolouchová
150. Lukáš Sommer
151. Jiří Hrdlička
152. Tereza Kostková
153. Robert Kružík
154. Tomáš Šebek
155. Martina Ptáčková
156. Jiří Moláček
157. Bára Munzarová
158. Jakub Flejšar
159. Ondřej Moravec
160. Martin Řezníček
161. Veronika Khek Kubařová
162. Admir Ljevaković
163. Karel Rada
164. Tomáš Jílek
165. Václav Pech
166. Alena Zárybnická
167. Erich Brabec
168. Petr Rada
169. Ondřej Perušič
170. Tomáš Sivok
171. Václav Pilař
172. Jindřich Šídlo
173. David Ondříček
174. Václav Liška
175. Pavel Hoftych
176. David Svoboda
177. Pavel Kuka
178. Klára Spilková
179. Tomáš Bábek
180. Vítězslav Lavička
181. Jiří Prskavec
182. David Drahonínský
183. Natália Hejková
184. Tomáš Kafka
185. David Suchařípa
186. Bára Kodetová
187. Barbora Černošková
188. Viktorie Jílková
189. Rostislav Novák
190. Aleš Kisý
191. Milan Nový
192. Radim Špaček
193. Jiří Rajlich
194. Jan Koller
195. Mirka Zlatníková
196. Sára Kousková
197. Marian Jelínek
198. Martha Issová
199. Jiří Pavel Češka
200. Jaroslav Kmenta
201. Hana Michopulu
202. Daniel Zítka
203. Petr Hlaváček
204. Jakub Štáfek
205. Vavřinec Hradilek
206. Alexandr Smita
207. Kristýna Napoleaová
208. Zdeněk Balrok
209. Jiří Ployhar
210. Michal Kubal
211. Dana Kyndrová
212. Tereza Tobiášová
213. Tomáš Hübschman
214. Bára Beránková
215. Jiří Müller
216. Martin Minha
217. Kristiina Mäki
218. Jiří Sekáč
219. Lukáš Rohan
220. Matěj Havlas
221. Dan Polman
222. Michal Krysta
223. Michal Hamršmíd
224. Leo Gudas
225. Josef Trojan
226. Martin Biháry
227. Karel Tvaroh
228. Zdeněk Piškula
229. Pavel Chadim
230. Martin Pek
231. Martina Jindrová
232. Zdeněk Zlámal
233. Jan Fingerland
234. Dan Pudil
235. Marek Kincl
236. Klára Janáčková
237. Václav Němeček
238. Lukáš Pokorný
239. Zbigniew Czendlik
240. Miroslav Bobek
241. Jaroslav Lorenc
242. Irena Martínková
243. Jan Štiegler
244. Jakub Wehrenberg
245. Martin Hofmann
246. Fatima Rahimi
247. Tomáš Břínek
248. Karel Kubeška
249. Jiří Kalemba
250. Ivo Traxmandl
251. Stanislav Vlček
252. Miloslav Urbanec
253. Jan Hřebejk
254. Nikola Džokič
255. Michal Kempný
256. Tereza Voborníková
257. Štěpán Mareš
258. Marek Pinc
259. Karel Poborský
260. Miroslav Kemel
261. Tereza Melichárková
262. Vilém Rudolf
263. Vladimír Javorský
264. Martin Nečas
265. Martin Michek
266. Jan Prušinovský
267. Jan P. Muchow
268. Jan Čechtický
269. Vladimír Bár
270. Matúš Lukáč
271. Patrik Ježek
272. Milan Fukal
273. Tomáš Vymetálek
274. Dana Drábová
275. Marcela Ziembová
276. Martin Kovařík
277. Jakub Kvášovský
278. Martin Věchet
279. Tomáš Kučera
280. Jiří Zuska
281. Iva Kubelková
282. Michael Řezáč
283. Tomáš Křivda
284. Roman Vítek
285. Martin Svědík
286. Petr Vondráček
287. Tatiana Drexler
288. Radek Kebrle
289. Monika Timková
290. Gabriela Šlajsová
291. David Schweiner
292. Anna Brucháčková
293. Marie Šabacká
294. Dariusz Jakubowicz
295. Roman Polom
296. Jakub Szántó
297. Jakub Vadlejch
298. Jana Peroutková
299. Zdeněk Folprecht
300. Přemek Forejt
301. Lucie Šafářová
302. Matěj Chlupáček
303. Antonie Formanová
304. Lukáš Krpálek
305. Jiří Beran
306. Marie Horáčková
307. Martin Ručinský
308. Jan Šibík
309. Jaroslav Plesl
310. Vladimír Mišík
311. Jaroslav Chum
312. Eva Emingerová
313. Adéla Měrková
314. Kateřina Svitková
315. Jakub Voráček
316. David Lafata
317. Antonín Barák
318. Martin Kafka
319. Jiří Martínek
320. Nikolaos Mach
321. Tomáš Šmíd